# Gisela Hilbrecht
Gisela Hilbrecht, vormals Schröter, geborene Schreier (* 16. August 1948 in Geisa), ist eine deutsche Pädagogin und Politikerin (SPD).

## Leben
Hilbrecht besuchte von 1965 bis 1968 das Institut für Lehrerbildung (IfL) in Nordhausen. Sie war von 1968 bis 1985 als Lehrerin tätig und arbeitete im Anschluss als Lehrerin an einer Sonderschule für Lernbehinderte. 1987 nahm sie ein Fernstudium für Rehabilitation an der Humboldt-Universität zu Berlin auf, das sie 1989 als Sonderschulpädagogin abschloss. 1990 wurde sie Leiterin einer Sonderschule in Sondershausen. 
Neben ihrer beruflichen Tätigkeit engagierte sich Hilbrecht als Mitglied in der Gewerkschaft Erziehung und Wissenschaft (GEW) und der Arbeiterwohlfahrt (AWO) sowie als Vorsitzende der Arbeitsgemeinschaft Demokratischer Bildungswerke mit Sitz in Bonn. Heute (2009) ist sie Mitglied des Verwaltungsrates, der Vergabekommission und der deutsch-französischen Kommission der Filmförderungsanstalt mit Sitz in Berlin.
Gisela Hilbrecht ist verheiratet und hat zwei Kinder.

## Politik
Hilbrecht trat 1990 in die SPD ein, wurde im gleichen Jahr in den Landesvorstand der SPD Thüringen gewählt und war von 1991 bis 1994 Landesvorsitzende der Partei. Von 1991 bis 2001 war sie Mitglied des Bundesvorstandes und von 1991 bis 1995 Mitglied des Präsidiums der Sozialdemokraten. Bei der Bundestagswahl 1990 wurde sie in den Deutschen Bundestag gewählt, dem sie bis 2005 angehörte. Im Parlament war sie Mitglied des Innenausschusses und Sprecherin der Landesgruppe Thüringen der SPD-Bundestagsfraktion.